# Porites branneri
Porites branneri là một loài san hô trong họ Poritidae. Loài này được Rathbun mô tả khoa học năm 1887.